# Michel Duchesne
Michel Duchesne est un auteur, scénariste, réalisateur et dramaturge québécois. Il est notamment connu pour son roman L'écrivain public, adapté en série télé, dont la troisième saison s'est mérité le Prix Gémeaux pour la série s’étant le plus illustrée à l’international,.

## Biographie
Michel Duchesne détient un baccalauréat en cinéma et littérature de l'Université de Montréal et de l'Université Concordia. Auteur et scénariste, il est également chargé de cours en écriture pour la télévision à l'Université du Québec à Montréal. Impliqué dans le milieu communautaire et social, Duchesne a longtemps été intervenant du GRIS, un organisme visant à lutter contre l'homophobie.
Spécialiste d'émissions culturelles, de 1992 à 2004, il écrit et réalise de nombreuses capsules à la SRC dont La Bande des Six, L'enfer c'est nous autres animé par Julie Snyder où il dirige Dany Laferrière dans des fictions inspirées par l’actualité culturelle, Vie d'Artiste ainsi que L'été c'est péché ainsi,. Il réalise également les séries Politiquement direct diffusée à Musique Plus lors du référendum de 1995. En 2012, il signe une série documentaires portant sur Yvon Deschamps et l’histoire du Québec pour Canal D,.
En 1995, il signe la mise en scène d'une œuvre de Michel Tremblay qu'il adapte, La Duchesse de Langeais, « une série de confidences marinées dans l'alcool racontées par Édouard Tremblay à l'orée de la soixantaine et de la parution de sa biographie »,,. En 2014, il produit et scénarise une comédie musicale intitulée Catnip, une pièce traitant du fléau des opiacés contre « le cynisme ambiant, la haine et l’homophobie »,.
Il écrit également la trilogie Tricoté serré (1997) une pièce portant sur sa famille de Charlevoix dont le premier volet s’est mérité le Masque et le second, Une maille à l’envers a valu à Denise Dubois un Prix d’interprétation Excellence de la ville de Québec. Il écrit également Des grenouilles et des hommes (1998), finaliste du Prix du public Loto Québec (1998) ainsi que Les Quatre Cents Coups (2000), récipiendaire du Prix Yves Thériault de Radio-Canada, toutes deux présentées en tournée au Québec,,,.
Intronisé en 2013 au Temple de la Renommée de la Ligue nationale d'improvisation, Duchesne gagne trois Coupes Charade consécutive avec son équipe Orange, notamment les joueurs Claude Legault, Salomé Corbo et Charles Lafortune. Il est entraîneur de la LNI pendant sept ans,.

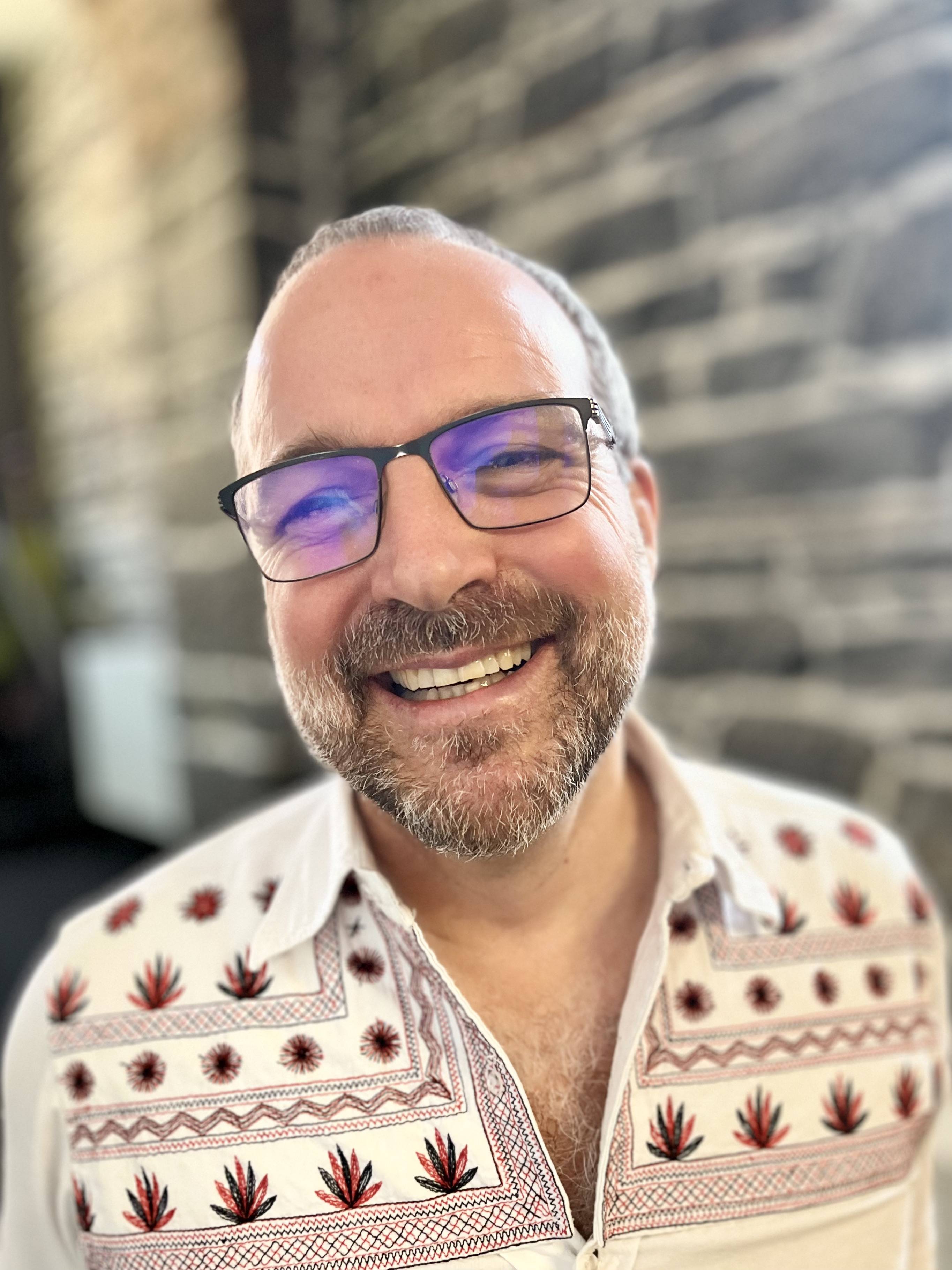
Michel Duchesne

Comme écrivain, Duchesne occupe le poste d'écrivain public ayant pour mission d'aider les analphabètes d'un centre communautaire d'Hochelaga-Maisonneuve, une expérience qui lui inspire son premier roman, L'écrivain public, publié aux éditions Leméac en 2016,,. Comme son idole Jacques Ferron, médecin et écrivain, Michel Duchesne « s'installe avec son affiche, où il y a beaucoup de pictogrammes et de très gros caractères, et un numéro de téléphone pour prendre rendez-vous. Il rédige une dizaine de lettres chaque semaine ». Il aide ainsi « des gens démunis, paniqués par cette lettre de l'aide sociale, d'Hydro-Québec ou de la caisse populaire, qui constitue un charabia incompréhensible pour eux ». À cet effet, Duchesne mentionne : « J'ai voulu unir le culturel et le social. Après 20 ans dans le milieu de la culture, j'ai voulu avoir des racines, explique-t-il. Ces deux années m'ont changé. J'ai mis un visage sur la pauvreté, sur la lenteur du système. C'est tout un reality check ».
Comme romancier, il publie également deux autres titres, soit La Costa des seuls (Leméac, 2018) qui met en scène « un groupe bigarré de 27 touristes québécois s’envole pour la Costa del Sol, en Espagne, pour deux semaines de dépaysement bien organisé» ainsi que L'écho des chaudrons (Leméac, 2020) dont le titre renvoie aux grondements du Printemps étudiant de 2012 et qui « déborde de répliques assassines et de remarques crues, d’incidents cocasses et d’observations implacables »,.
En parallèle, Duchesne écrit trois saisons de la websérie Écrivain public co-scénarisé avec Éric Piccoli et diffusée sur les ondes de TV5 et disponible sur ici.tout.tv de Radio-Canada, TV5Monde et TV5Unis.« On y retrouve des êtres humains dont le salut réside dans l'entraide »,,,,.
L'écrivain public cumule des de nombreux honneurs au Québec et à l’international. La série web est notamment récipiendaire du Prix Gémeaux, du Prix Numix au Québec, du Prix de la Meilleure série étrangère au Buffalo International Film Festival à New York, du Prix du Meilleur scénario au Asia Web Awards à Séoul en Corée du Sud, du Prix spécial des droits humains du Bilbao Web Fest au Pays basques ainsi que d'un Trophée du Best Ensemble Drama à l'International Academy of Web Television Awards de Los Angeles,,.
Œuvrant dans le milieu de la télévision, Michel Duchesne souligne la réalité ardue de la production télévisuelle canadienne et québécoise. À cet effet, il mentionne « Qui aurait cru que L’écrivain public, une dénonciation des mesures d’austérité sur le dos de la population, aurait un tel rayonnement? Célébrée ici comme à New York, Bilbao, Séoul ou Buenos Aires, notre histoire locale de compassion et de dévouement montre toute l’importance de raconter nos réalités… Il n’y a pas qu’urgence climatique, il y a urgence culturelle! ».
En 2019, on lui demande de défendre la culture comme candidat aux élections fédérales pour le Bloc Québécois dans la circonscription de Laurier-Sainte-Marie.

## Œuvres

### Littérature

#### Romans
- L'écrivain public, Montréal, Leméac, 2016, 220 p. (ISBN 9782760947337)
- La costa des seuls, Montréal, Leméac, 2018, 373 p. (ISBN 9782760947801)
- L'écho des chaudrons, avec des illustrations de André Montmorency, Montréal, Leméac, 2020, 233 p. (ISBN 9782760948464)

#### Théâtre
- Tricoté serré, Montréal, Lanctôt, 1999, 124 p.  (ISBN 2-89485-095-6)

### Télévision
- Secrets de famille, variété, 40 épisodes, scripteur, 1993.
- Politiquement direct, variété, 3 épisodes, concepteur, 1995.
- Gala des prix Génies, variété, 6 capsules, auteur, 1995.
- Visite libre - Centre Molson, variété, scénariste, concepteur, 1995.
- Vie d'artiste, documentaire, 20 épisodes, auteur, 1996 à 1999.
- Théâtre en Jeu, documentaire, 6 épisodes, auteur, 1997 à 1988.
- Aimons-nous (hommage à Yvon Deschamps), documentaire, 1 épisode, concepteur, 2005.

- Les 4 coins, Série dramatique, 17 épisodes, auteur, 2006.
- Se donner le mot.com, Multimédia, 10 épisodes, auteur, 2007-2008.
- Gémeaux, Textes à la minute près, 10 épisodes, auteur, 2007-2008.
- Yvon Deschamps : l'œuvre d'une vie, quessa donne?, Documentaire, 5 épisodes, scénariste, 2012.
- L'écrivain public, Web-série, 5 épisodes, scénariste, 2015.

### Théâtre
- Tricoté serré, 1997, trilogie.

## Prix et honneurs
- 1997 - Récipiendaire : Masque de la meilleure production du «théâtre privé» (pour le premier volet de sa trilogie Tricoté Serré)[28]
- 1998 - Finaliste : Prix du public Loto Québec (pour Des grenouilles et des hommes)[1]
- 2000 - Récipiendaire : Prix Yves Thériault de Radio-Canada (pour Les 400 coups)
- 2016 - Récipiendaire : Prix Gémeaux (pour la websérie Écrivain Public)[2],[29]
- 2016 - Récipiendaire : Prix Numix à Montréal (pour la websérie Écrivain Public)[30]
- 2018 - Trois nomination : Prix Gémeaux (pour la websérie Écrivain Public)[31]
- 2018 - Récipiendaire : Trophée du Best Ensemble Drama, International Academy of Web Television Awards de Los Angeles (pour la websérie Écrivain Public)[25]
- 2018 - Récipiendaire : le prix de la Meilleure série étrangère au Buffalo International Film Festival à New York (pour la websérie Écrivain Public)[5],[32]
- Finaliste : Série Mania à Paris (pour la websérie Écrivain Public)[33]
- 2019 - Récipiendaire : Prix du Meilleur scénario (Michel Duchesne, Eric Piccoli) au Asia Web Awards à Séoul en Corée du Sud (pour la websérie Écrivain Public)
- 2019 - Récipiendaire : Prix du meilleur acteur (Emmanuel Schwartz) au Hollyweb Festival à Los Angeles (pour la websérie Écrivain Public).
- 2019 - Récipiendaire : Prix du Meilleur scénario (Michel Duchesne, Eric Piccoli) au T.O  Webfest à Toronto (pour la websérie Écrivain Public)
- 2020 - Récipiendaire : Prix Gémeaux  – 3 prix dont celui de la meilleure production du Québec au Melbourne Webfest en Australie, du Best web program au T.O  Webfest à Toronto ainsi que du Best Ensemble Drama au Séoul Webfest en Corée du Sud (pour la websérie Écrivain Public)[25],[34]